# 게이트 (1987년 영화)
《게이트》(The Gate)는 캐나다, 미국에서 제작된 티보 타카스 감독의 1987년 영화이다. 스티븐 도프 등이 주연으로 출연하였고 존 케메니 등이 제작에 참여하였다.
캐나다, 미국 간 공동 제작으로 제작된 이 영화는 뉴 센추리 비스타 필름 컴퍼니에 의해 개봉되었으며 제작비의 2배의 수익을 거둬들였다.

## 출연

### 주연
- 스티븐 도프
- 루이스 트립
- 크리스타 덴톤

### 조연
- 켈리 로완
- 제니퍼 어윈
- 데보라 글로버
- 잉그리드 베닌거

## 기타
- 공동제작: 앤드라스 하모리
- 미술: 윌리엄 비턴
- 특수시각효과: 랜달 윌리엄 쿡
- 배역: 클레어 월커